# Nic Balthazar

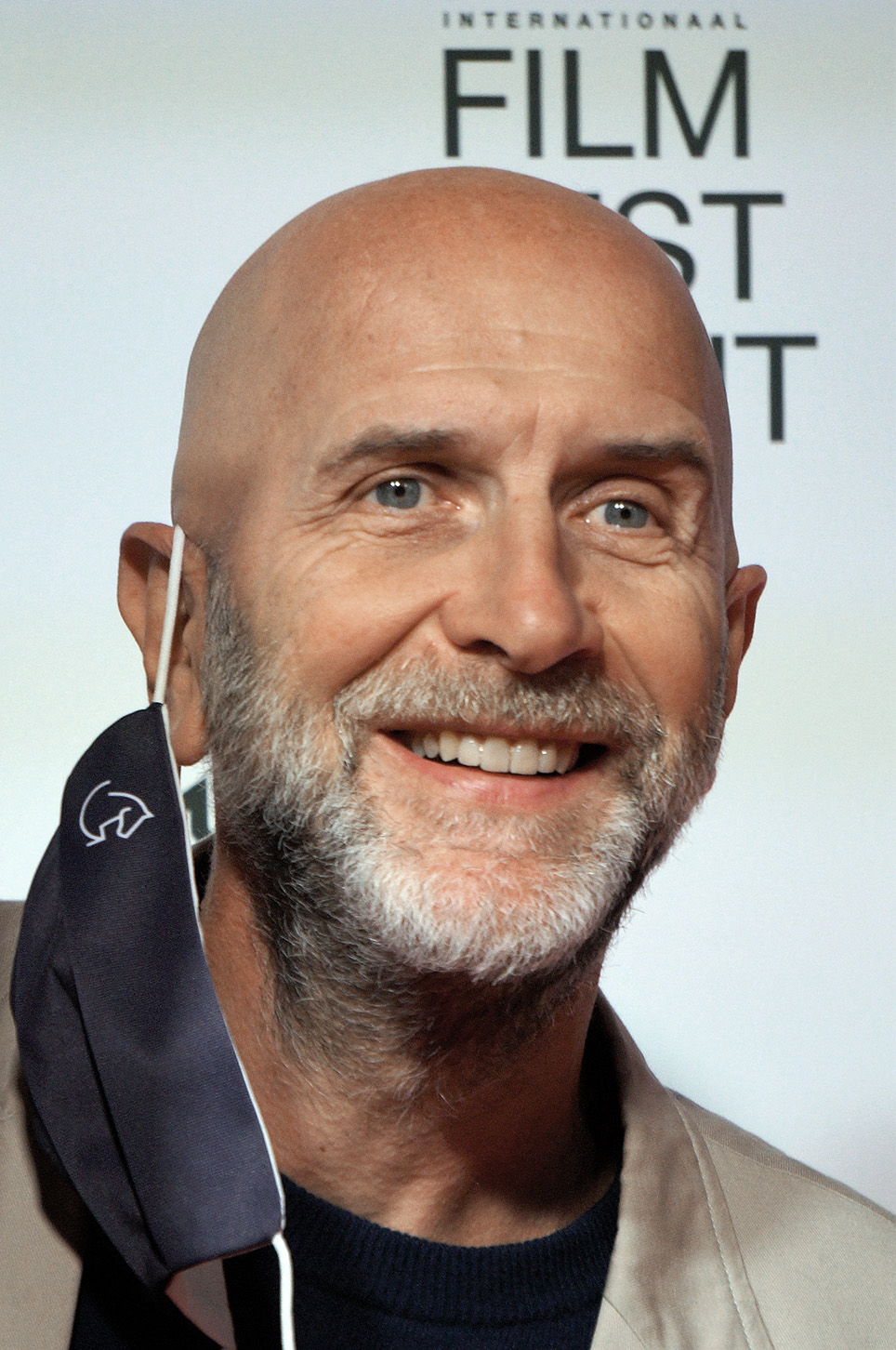
Nic Balthazar (2020)

Nic Balthazar (* 24. Juli 1964 in Gent) ist ein belgischer Fernsehjournalist der VRT, Autor und Filmregisseur.

## Leben
Balthazar wurde als Sohn des ehemaligen ostflämischen Gouverneurs Herman Balthazar geboren. Nach dem Besuch des Koninklijk Atheneum Voskenslaan in seiner Geburtsstadt Gent nahm er an der dortigen Universität ein Studium der Germanischen Sprachen mit Schwerpunkt auf Niederländisch und Schwedisch auf. Neben seinem Studium schrieb er für die Tageszeitung De Morgen Theaterrezensionen. Später inszenierte er selbst eine Reihe von Theaterstücken.
Seine Rundfunkkarriere begann beim flämischen Radiosender Radio 1 und bei Studio Brussel, wo er Neuigkeiten aus dem Filmbereich präsentierte. Später führte er als Moderator durch eigene Talkshows. Bekannt wurde er dann insbesondere durch sein Filmmagazin Filmfan, das auf dem Fernsehsender Canvas ausgestrahlt wurde, sowie durch seine Reisesendung Vlaanderen Vakantieland mit Reportagen aus dem In- und Ausland. 
Neben Kolumnen und Artikeln für verschiedene Tages- und Wochenzeitungen entstand 2002 aus der Feder Balthazars der Jugendroman Niets was alles wat hij zei (übersetzt: Nichts war alles, was er sagte). Nach dem Erfolg des Buches arbeitete er es zu dem Theaterstück Niets um, das mit Roel Vanderstukken in der Hauptrolle uraufgeführt wurde. 2006 adaptierte er das Buch in dem Spielfilm Ben X, der im September 2007 in Belgien in die Kinos kam und während der Berlinale 2008 seine deutsche Premiere erlebte. Er erzählt die Geschichte eines autistischen Jugendlichen, dessen reale Welt sich mit der eines Online-Spiels vermischt.
Für den Film wurde Balthazar 2007 beim World Film Festival in Montreal mit dem Grand Prix des Amériques, dem Publikumspreis und dem Preis der Ökumenischen Jury ausgezeichnet.